# DaJuan Summers
DaJuan Summers (Baltimore, 24 de janeiro de 1988) é um jogador norte-americano de basquete profissional que atuou na  National Basketball Association (NBA). Foi o número 35 do Draft de 2009.